# X-Ray Spectrometry
X-Ray Spectrometry (abrégé en X-Ray Spectrom.) est une revue scientifique à comité de lecture. Ce bimestriel publie des articles de recherches originales concernant la spectrométrie des rayons X.
D'après le Journal Citation Reports, le facteur d'impact de ce journal était de 1,443 en 2009. Actuellement, le directeur de publication est R. Van Grieken (Université d'Anvers, Belgique).